# Lolth
Lolth è una divinità immaginaria appartenente al pantheon del gioco di ruolo Dungeons and Dragons. Lolth (o Lloth nella lingua drow), la Regina Demone dei Ragni, è la dea matrona degli elfi Drow. È anche conosciuta come la Regina Ragno o Regina delle Fosse delle Ragnatele Demoniache. Lolth fu creata da Gary Gygax per l'ambientazione del Mondo Di Greyhawk, più tardi apparsa nell'ambientazione dei Forgotten Realms e ora un membro del pantheon standard degli dei di D&D. In queste varie ambientazioni il pantheon degli dei drow consiste nella leader Lolth accompagnata dagli dei Kiaransalee, Vhaeraun, Zinzerena e anche dalla dea buona Eilistraee. Altri dei drow possono essere rappresentati in differenti ambientazioni. Lolth fu anche nominata dalla rivista Dragon come una dei più grandi malvagi della storia di D&D.

## Storia editoriale
Lolth fu creata da Gary Gygax.

### Advanced Dungeons & Dragons Prima Edizione (1977-1988)
Lolth fu menzionata per la prima volta nel modulo Descent into the Depths of the Earth (1978) e descritta più approfonditamente nel Vault of the Drow (1978). Fu anche la principale antagonista del modulo Queen of the Demonweb Pits (1980). Questi moduli furono poi ristampati come parte del Queen of the Spiders collection nel 1986.
Il ruolo di Lolth come divinità fu introdotto per la prima volta nel volume Dei e Semidei (1980). Le sue statistiche di gioco furono ristampate nel Fiend Folio (1981).

### Advanced Dungeons & Dragons 2nd edition (1989-1999)
Il ruolo di Lolth nell'ambientazione Forgotten Realms fu delineato nel volume Drow of the Underdark di Ed Greenwood (1991).
Lolth fu rappresentata come una divinità nel volume Monster Mythology (1992), includendo dettagli sul suo clero.
Il suo ruolo nella cosmologia dell'ambientazione Planescape fu descritto nel libro On Hallowed Grounds (1996).
Lolth ricevette una descrizione più dettagliata del suo ruolo nei Forgotten Realms nel volume Demihumans Deities (1998).

### Dungeons & Dragons Terza edizione (2000-2002)
Lolth fu dettagliata nel libro Difensori della Fede (2000) e in Dei e Semidei (2002). Il suo ruolo nei Forgotten Realms fu rivisitato in Fedi e Pantheon (2002).

### Dungeons & Dragons 3.5 (2003-2007)
La chiesa di Lolth fu delineata per questa edizione in Complete Divine (2004) e il suo ruolo nell'Abisso fu dettagliato nel Codex Immondo I: Orde dell'Abisso (2006).
Lolth e i drow sono anche trattati sia in Drow del sottosuolo (2007) sia nell'avventura Expedition to the Demonweb Pits (2007).
Nel numero 359 della rivista Dragon (Settembre 2007), l'ultima stampa del magazine, Lolth è descritta come uno dei 20 antagonisti malvagi più memorabili del gioco di ruolo Dungeons&Dragons.

### Dungeons & Dragons Quarta edizione (2008-/)
Lolth appare in questa edizione come una delle divinità descritte nella Guida del Dungeon Master (2008).

### Magic: l'Adunanza
Nel 2021 le è stata dedicata una carta di tipo planeswalker nell'espansione di Magic: l'Adunanza Dungeons and Dragons: Avventure nei Forgotten Realms.

## Descrizione
Lolth è una divinità intermedia Caotica e Malvagia. Il suo simbolo è un ragno nero con la testa di una donna drow (nei Forgotten Realms appeso ad una ragnatela). È comunemente conosciuta come l'incarnazione del male assoluto tra i Drow. Spesso mette i suoi fedeli l'uno contro l'altro, godendo delle loro infinite lotte per il potere; I suoi stessi seguaci la odiano e la venerano solo perché la temono e per ottenere il potere nella loro società. Lolth richiede spesso sacrifici di esseri senzienti ai suoi fedeli, talvolta il sangue dei fedeli stessi. Se la divinità è in collera o insoddisfatta potrebbe non rispondere alle sue sacerdotesse o addirittura inviare qualche demone minore (yochlol) ad attaccarle. Astuta e spietata, si aspetta che i suoi fedeli siano scaltri, crudeli e superiori alle altre razze e che non diano spazio a sentimenti come l'amore e la pietà.

## Reame
Lolth risiede nel suo reame divino noto come le Fosse delle Ragnatele Demoniache, interamente formato da un'immensa ragnatela ripiegata su sé stessa. Là, nella sua fortezza mobile di ferro a forma di ragno, è servita da legioni di potenti schiavi. Nella cosmologia standard di Dungeons & Dragons le Fosse delle Ragnatele Demoniache sono collocate nel 66° strato dell'Abisso (sebbene nel supermodulo Queen of Spiders l'autore David C. Sutherland collochi il suo reame nel 65° strato). Nella corrente edizione dell'ambientazione Forgotten Realms le Fosse sono un piano a sé stante. In ogni caso ci sono alcune controversie riguardanti lo stato delle Fosse in quella particolare campagna: la Terza edizione parla delle Fosse come di un piano separato, ma nel romanzo Estinzione di Lisa Smedman se ne parla esplicitamente come facenti parte dell'Abisso, nominate "il 66° strato" (come nella cosmologia standard). Ma, come mostra la fine della saga La Guerra della Regina Ragno, mentre Lolth stava "evolvendo" le fosse vennero separate e divennero un piano a sé stante.

## Nemici e Rivali
Lolth ha giurato vendetta contro Corellon Larethian e la sua gente. Ha le sue rivalità con i demoni signori dell'Abisso e specialmente con Zuggtmoy, la Demonessa signora di Fungi. La re-ascensione di Lolth a divinità l'ha sostanzialmente elevata al di là della competizione con la Signora di Fungi, ma le due covano ancora odio l'una per l'altra. Lolth si oppone ad ogni azione degli dei elfici della superficie e prova un odio per Corellon senza paragoni. È odiata da Fenmarel Mestarine e da Tarsellis Meunniduin, che lei sedusse (secondo vari miti) per entrare nel pantheon elfico. Considera anche tra i suoi maggiori nemici Vhaeraun, Gruumsh e Ilsensine. Le si oppongono Zinzarena e il suo culto. La Regina Ragno uccise Abrogard, il dio del male Guldor, ed assume correntemente il suo aspetto in quel mondo.

## Servi e Favoriti
È servita da Keptolo, troppo pigro per opporsi a lei, e da Kiaransalee, sebbene lei e Lolth si odino a vicenda e questo dissenso si sia acuito quando Kiaransalee rubò alcuni adoratori di Lolth, specialmente nella città di Maerimydra.
Lolth è personalmente servita da una razza di creature demoniache chiamate Yochlol. Nella loro forma naturale gli yochlol somigliano a gocce di cera fusa con larghi occhi rossi lucenti. Subito sotto gli yochlol ci sono i Myrlochar o ragni dell'anima, demoni aracnidi che ardono di una luce verdastra. Tra i più grandi servitori di Lolth, le Incarnazioni di Lolth, mostruosità aracnidi con la testa di una bella fanciulla drow. Hanno poteri semidivini.

## L'Oscura Seldarine
Lolth è la guida dell'Oscura Seldarine, il pantheon degli dei drow ma un pantheon solo di nome. La Regina Ragno domina tutti gli altri poteri dell'Oscura Seldarine, non tollera nessuna sfida alla sua suprema autorità e persino i membri più potenti, Kiaransalee e Selvatarm, riconoscono Lolth come la guida del loro pantheon, un inequivocabile testimonianza del grande potere della Regina Ragno. I membri dell'Oscura Seldarine sono i seguenti: Eilistraee la Vergine Oscura, Ghaunadaur o Ciò che si Nasconde, Kiaransalee la vendicatrice, Selvetarm il Campione di Lolth e Vhaeraun il Signore Mascherato, che è anche il padre di Selvetarm (Selvetarm è il risultato di una sfortunata unione tra Vhaeraun e la dea Zandilar la Danzatrice, un aspetto di Sharess, una dea dell'edonismo adorata dagli elfi Yuir). Lolth è odiata all'unanimità dagli altri membri dell'Oscura Selderine. Tutti cercano di usurpare la Regina Ragno e porsi a capo del pantheon oscuro eccetto Eilistraee: la Vergine Oscura cerca ti porre fine alla tirrannia malvagia della madre sui drow e di aiutarli a tornare a camminare sulla superficie dei Reami in pace e redenzione. Sebbene la casa dell'Oscura Seldarine sia posta nelle Fosse delle Ragnatele Demoniache, il 66° strato dell'abisso, Eilistraee preferisce risiedere ad Arvandor con suo padre. Ciò ha cambiato la posizione di Lolth nel pantheon di D&D, portandola da un potere Intermedio ad uno Minore.

## Storia
Lolth fu esiliata nell'Abisso da Corellon Larethian, che sarà per sempre suo nemico.

## Forgotten Realms
Molto prima che gli elfi giungessero ad Abeir-Toril dalla loro patria originale Tintageer nel magico mondo di Faerie, Lolth era conosciuta come Araushnee, la "Tessitrice dei Destini", una divinità minore della Seldarine, il pantheon degli dei elfici. Poiché era la dea che tesseva e filava il fato, il destino dei Ssri-Tel'Quessir (elfi oscuri) fu posto nelle sue mani da Corellon Larethian, creatore degli Elfi a capo della Seldarine(suo consorte). L'unione tra Corellon e la Tessitrice dei Destini generò due bambini: la divinità minore Vhaeraun (il Signore Mascherato) e Eilistraee, la Vergine Oscura.
A dispetto del profondo amore che Corellon provava per lei, Araushnee era una gelosa cospiratrice che lo invidiava e segretamente tramava di prendere il suo posto come Primo della Seldarine e Signore di Arvandor. Alleandosi con Gruumsh, signore del pantheon orchesco e arcinemico di Corellon, Araushnee cercò di avvelenare il consorte col suo veleno, sfruttando l'amore che Corellon provava per lei. Il suo tentativo di uccidere il Primo della Seldarine fallì e infine queste congiure vennero scoperte da Sehanine Moonbow, la più potente dea della Seldarine, che già sospettava la verità su Araushnee. Dopo un confronto con la Tessitrice dei Destini, Sehanine Moonbow fu imprigionata dalla dea traditrice. Vedendo un'opportunità, Araushnee si mise in azione e suggellò una grande alleanza tra divinità maggiori e minori degli orchi (Gruumsh il più rilevante), goblinoidi, colboldi, giganti e ogri e svariate altre divinità malvagie (Vhaeraun e altri cospiratori del suoi complotti). A questa armata di dei si unì anche Malar, dio delle bestie selvagge, Auril la vergine del ghiaccio e Ghaunadaur o "Ciò che sta in agguato", una primordiale diavolo e futuro membro dell'Oscura Seldarine.
L'armata degli dei marciò su Arvandor, affrontando Corellon Larethian e il resto della Seldarine (eccettuata Sehanine Moonbow, ancora imprigionata) inclusa Eilistraee, inconsapevole del tradimento della madre. Durante la battaglia che seguì Araushnee e Vhaeraun finsero di combattere per la Seldarine mentre aiutavano l'armata avversaria, Araushnee addirittura ridirigendo una freccia scagliata da sua figlia per colpire Corellon. Nel mezzo del corso della battaglia Sehanine Moonbow riuscì a scappare dalla sua prigione e rivelò il tradimento di Araushnee a Corellon. La battaglia per Arvandor non era ancora stata vinta, l'armata malvagia degli dei bestiali infine fu scacciata dalle forze combinate della Seldarine e delle divinità di Arborea. A battaglia finita, Corellon affrontò il tradimento.
Araushnee ancora una volta tentò di assassinare il suo sposo ma l'intervento di tre divinità elfiche lo impedì. Sehanine Moonbow, Hanali Celanil e Aerdrie Faenya diedero battaglia alla Tessitrice e coalizzando il loro potere in una nuova forma crearono la dea Angharradh, una nuova consorte per Corellon e del suo stesso potere. Araushnee fu subito sconfitta da Angharradh. Corellon, con il cuore straziato dal dolore, trasformò gli sconfitti resti della sua traditrice, madre dei suoi bambini e un tempo da lui amata, Prima della Seldarine e colei che infranse il suo cuore, nella forma di uno spaventoso [tanar'ri] dal corpo di ragno, spogliandola della sua divinità e bandendola con il nome di Lolth nell'Abisso, senza ritorno. Corellon bandì anche Vhaeraun, saputo dai suoi figli della sua falsità e partecipazione ai complotti della madre. Sebbene Corellon sapesse dell'innocenza di sua figlia, Eilistraee scelse di seguire il fato di sua madre e suo fratello. La Vergine Oscura non aveva dubbi che un giorno gli elfi oscuri avrebbero avuto bisogno di redimersi dal sentiero dell'odio e del male; e lei li avrebbe aiutati seguendo la sua oscura dea, la Regina Ragno.

## Clero
Il suo clero è esclusivamente femminile: le sue sacerdotesse sono imparentate tra loro e governano le casate nobiliari che compongono la società drow attraverso una gerarchia gerontocratica.
Il suo simbolo è un ragno nero con la testa di una drow femmina che penzola da una ragnatela.
La sua arma preferita è un ragno (pugnale).